# Ньютон, Эдди
Эдвард Икем «Эдди» Ньютон (англ. Edward Ikem "Eddie" Newton; род. 13 декабря 1971, Хаммерсмит, Англия) — английский футболист и тренер.

## Клубная карьера
Клубную карьеру начинал в лондонском «Челси». В 1992 году был отдан в аренду в «Кардифф Сити», дебютировал за который в победном матче против «Честерфилда» 4:0, однако вскоре вернулся в «Челси». В составе которого выигрывал Кубок Англии. В 1999 году перебрался в «Бирмингем Сити», после чего выступал за клубы низших лиг, завершил карьеру из-за проблем с ногой.

## Тренерская карьера
После окончания футбольной карьеры работал тренером детей разных возрастов в академии «Челси». 2 июля 2008 года стал помощником Роберто Ди Маттео в клубе «Милтон-Кинс Донс», в котором проработал до 30 июня 2009 года, после чего вслед за Ди Маттео отправился в «Вест Бромвич Альбион». 5 марта 2012 года вместе с тем же Ди Маттео тренировал «Челси», где проработал до конца сезона 2012/13.

## Личная жизнь
В 2003 году Эдди Ньютон женился на гражданке Швеции турчанке по национальности Зелихе Кылыч и принял ислам.

## Достижения
«Челси»
- Кубок Англии по футболу: 1997
- Кубок Футбольной лиги: 1998
- Кубок обладателей кубков УЕФА: 1998